# Aganippe pelochroa
Aganippe pelochroa là một loài nhện trong họ Idiopidae.
Loài này thuộc chi Aganippe. Aganippe pelochroa được William Joseph Rainbow & Pulleine miêu tả năm 1918.